# David Wright (baseball)
Pour les articles homonymes, voir David Wright et Wright.
David Allen Wright (né le 20 décembre 1982 à Norfolk, Virginie, États-Unis) est un joueur de baseball à la retraite. Il évolue dans la Ligue majeure de baseball avec les Mets de New York comme joueur de troisième but.
Il compte deux Bâtons d'argent (2007 et 2008), deux Gants dorés (2007 et 2008), sept sélections au match des étoiles (2006 à 2010, 2012, 2013) et termine quatre fois dans les dix premiers du vote désignant le joueur par excellence de la saison en Ligue nationale.

## Biographie

### Scolarité
David Wright fréquente l'école secondaire Hickory à Chesapeake (Virginie). Il progresse dans le domaine du baseball et à l'âge de 17 ans, il est nommé joueur de l'année de l'État de Virginie. Il termine sa carrière à l'école secondaire avec une moyenne au bâton de ,438 à la frappe, 13 coups de circuit et 50 points produits.

### Débuts professionnels
Dès la fin de ses études secondaires, Wright est repêché par les Mets en 2001. Il joue en ligues mineures pendant trois ans, progressant rapidement. Il fait ses débuts en Ligue majeure le 21 juillet 2004 et devient titulaire au poste de troisième but chez les Mets.
En 2005, a 22 ans, il joue sa première saison entière. Il joue 160 matches avec une moyenne à la frappe de ,306, 27 coups de circuits, 99 points, 102 points produits, 42 doubles et 17 bases volées. Il devient rapidement un joueur phare dans cette équipe des Mets.
David Wright est connu pour sa politesse et son travail au sein de l'équipe. Il arrive en avance au Shea Stadium pour les entraînements et il est accommodant avec les fans et les supporters.
En 2005, il fonde sa propre organisation caritative appelée The David Wright Foundation. Sa mission est de rassembler des dons pour le combat contre la sclérose.

### Saison 2006

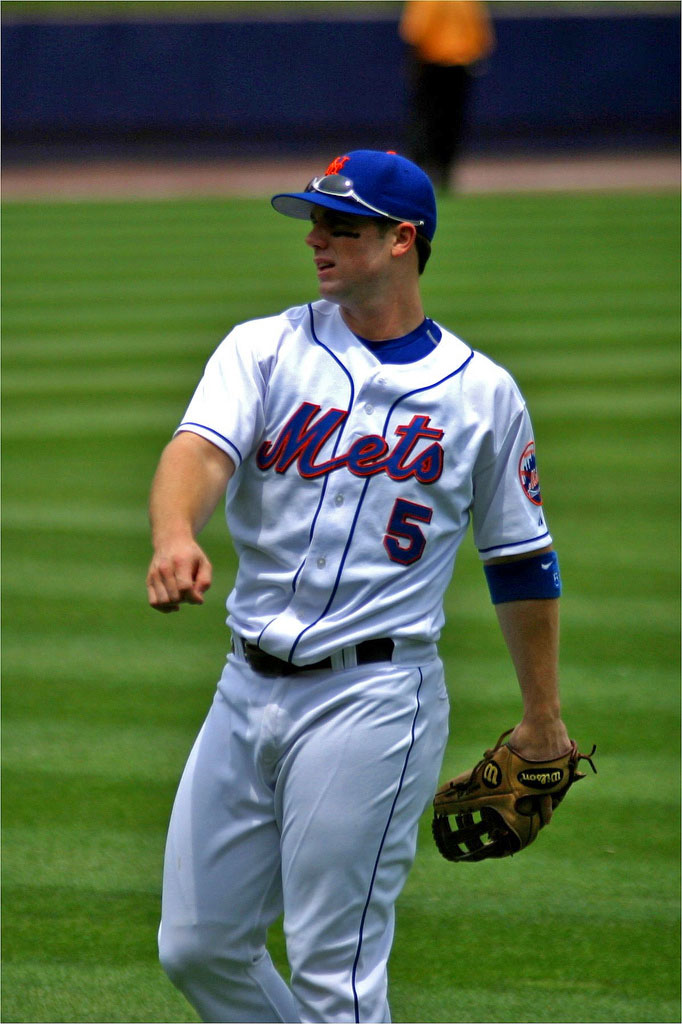
David Wright en août 2006.

Le 6 août 2006, Wright a signé une prolongation de contrat de 6 ans avec les Mets valant $55 millions. Le contrat, qui s'achève en 2012, propose de lui payer $16 million en plus s'il accepte de rester pour la saison 2013.
David reçoit le prix de meilleur joueur du mois de juin après avoir frappé 10 coups de circuits et produit 29 points avec une moyenne à la frappe de ,327. Il est élu comme troisième base titulaire pour l'équipe de ligue nationale dans le match des étoiles de la Ligue majeure de baseball.

### Saison 2007
Le 16 septembre 2007, David Wright est devenu le 29e membre du Club 30-30 après avoir obtenu 30 coups de circuit et avoir volé 30 bases en une saison. Il est le seul joueur de troisième but à avoir atteint ce palier impressionnant avant ses 25 ans, et seulement le troisième joueur des Mets à l'avoir atteint dans l'histoire du club après Howard Johnson et Darryl Strawberry[réf. nécessaire].
David Wright reçoit, en 2007, les Gant doré et Bâton d'argent à la position de troisième but.

### Saison 2008
Le 5 novembre 2008, David Wright a remporté pour la deuxième année consécutive le Gant doré remis au meilleur troisième but défensif de la National. Il est aussi distingué, pour la deuxième fois, par le trophée de Silver Slugger (Bâton d'argent) décerné au meilleur joueur offensif à sa position.
En 2008, Wright a terminé 7e au vote de joueur par excellence de la Ligue nationale derrière Albert Pujols, Ryan Howard, Ryan Braun, Manny Ramirez, Lance Berkman, et C.C. Sabathia.
Il reçoit à la mi-saison sa troisième invitation au match des étoiles. Il termine la saison avec le plus grand nombre de ballons-sacrifice dans les majeures (11).

### Saison 2009

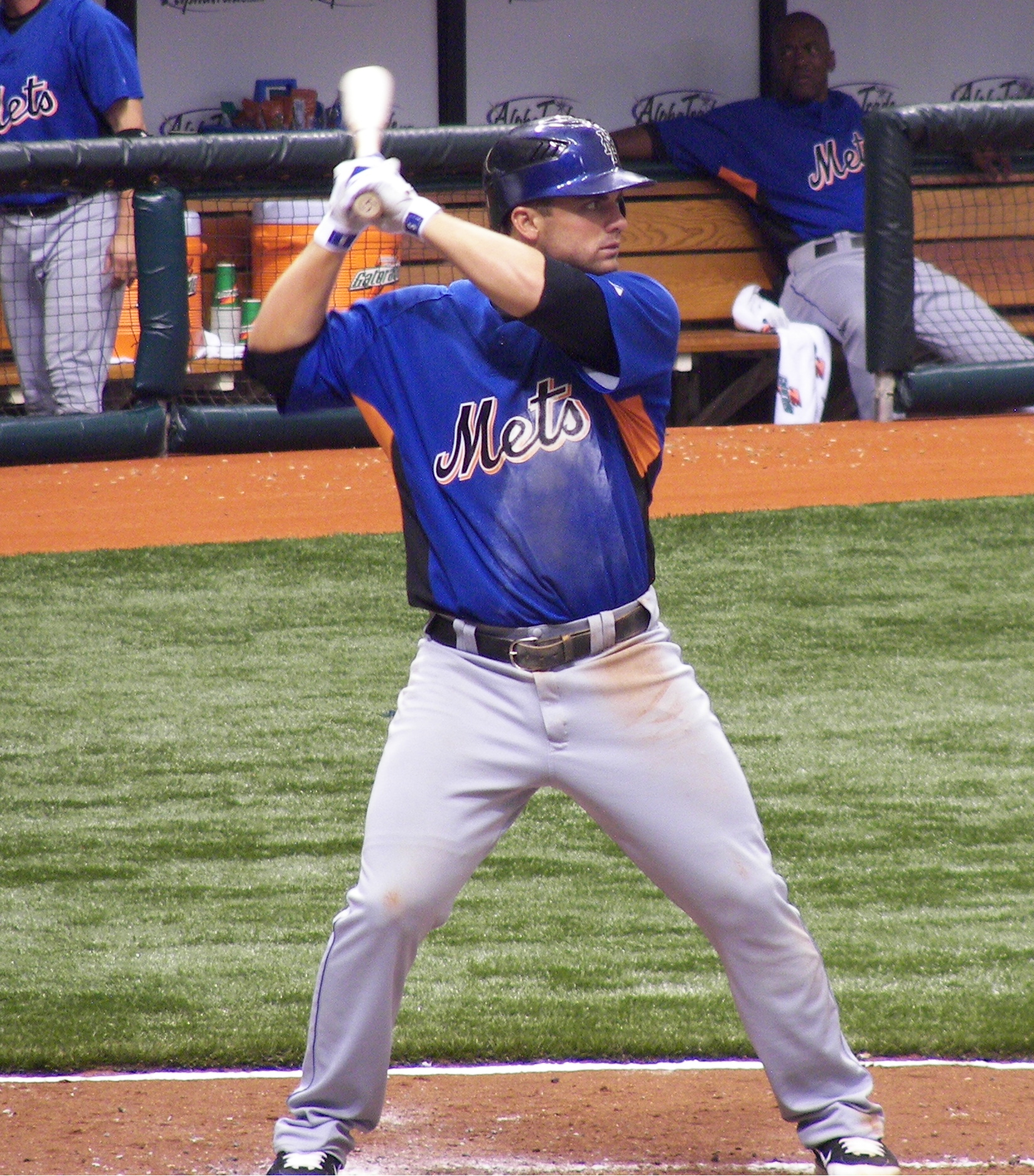
David Wright.

Le 13 avril 2009, les Mets inaugurent leur nouveau stade, le Citi Field. David Wright est le premier porte-couleurs des Mets à frapper un coup de circuit dans la nouvelle enceinte. L'honneur du premier circuit au Citi Field revient toutefois à un joueur de l'équipe adverse, Jody Gerut des Padres de San Diego, qui cogne la longue balle comme premier frappeur de la rencontre.
Wright est invité pour la quatrième fois de sa carrière au match des étoiles et est voté troisième but partant de l'équipe de la Ligue nationale pour la classique annuelle de mi-saison, disputée cette année-là à Saint-Louis.
Le 15 août 2009, Wright est atteint à la tête d'une balle rapide lancée à 150 km/h par Matt Cain, des Giants de San Francisco. Wright souffre d'une commotion cérébrale et de syndrome post-commotionnel. Le joueur de troisième but est placée sur une liste des joueurs blessés où se trouvent déjà Carlos Beltran, Carlos Delgado, John Maine, Fernando Martinez, Ramón Martinez, Jon Niese, Fernando Nieve, J. J. Putz, Jose Reyes et Billy Wagner. Malgré les pressions pour que Wright soit mis au repos jusqu'au printemps prochain, les Mets étant déjà exclus de la course aux éliminatoires, le joueur étoile réintègre l'alignement dès le 1er septembre.
Wright termine la saison 2009 avec une moyenne au bâton de ,307, 10 circuits et 72 points produits en 144 parties jouées.

### Saison 2010
Le 27 avril 2010, David Wright devient le 8e joueur de l'histoire des Mets à frapper 1 000 coups sûrs avec la franchise. Il atteint ce plateau en 868 matchs, soit en 67 parties jouées de moins que celui qui avait atteint les 1 000 coups sûrs dans cet uniforme le plus rapidement jusque là, Mike Piazza.
Wright est nommé joueur du mois de juin 2010 dans la Ligue nationale, après avoir frappé pour ,404 durant le mois, avec six circuits et 29 points produits.
Le 29 septembre, il dispute son 1000e match avec les Mets.
Il connaît une cinquième saison en six ans avec plus de 100 points produits, en faisant marquer 103 au cours de la saison 2010. Il claque 29 circuits et maintient une moyenne au bâton de ,283 en 157 parties jouées, en plus de mener les majeures au chapitre des ballons-sacrifice (12). À la mi-saison, il reçoit sa cinquième invitation à la partie d'étoiles.

### Saison 2011

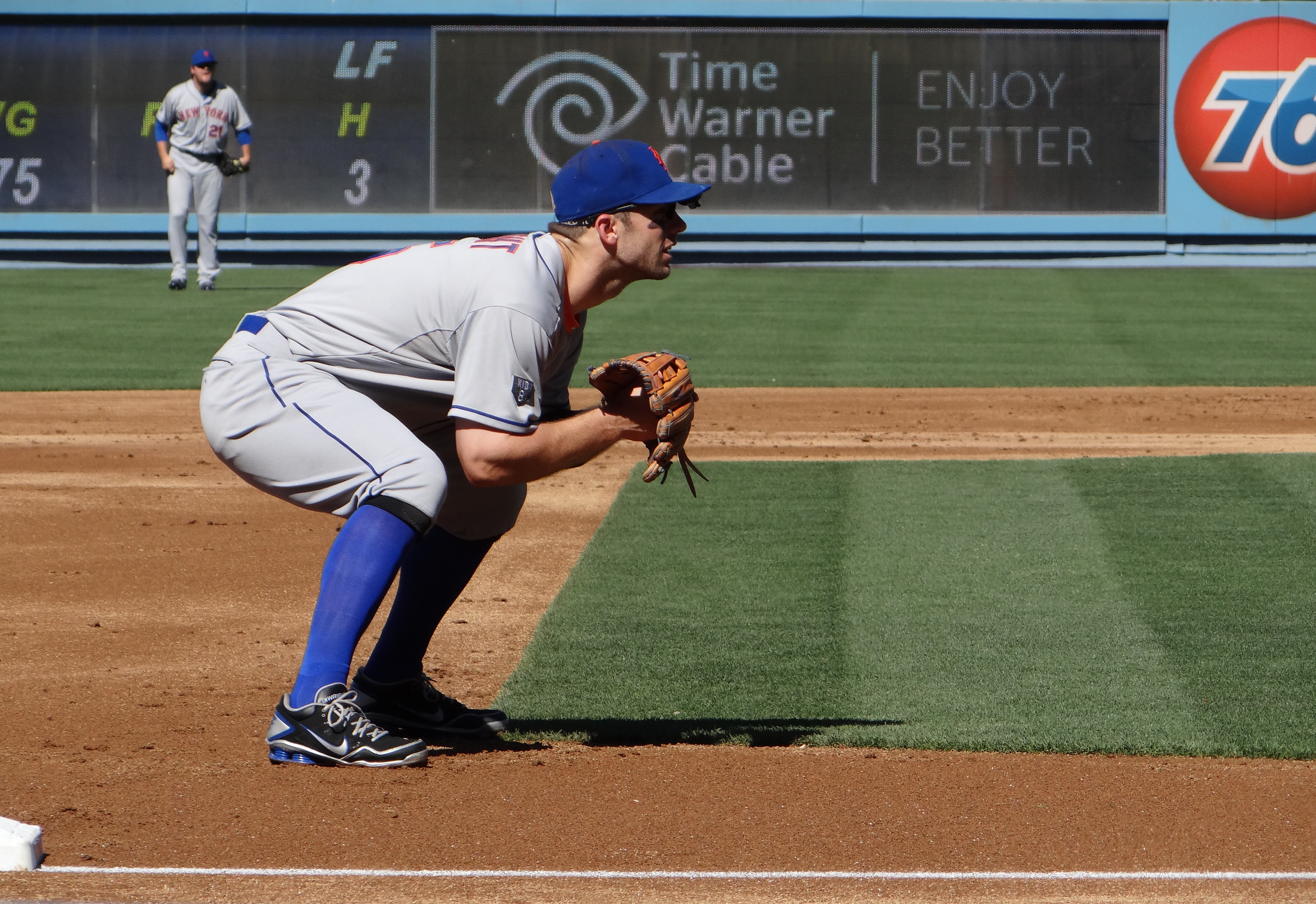
David Wright au troisième but.

Wright rate deux mois d'activité en 2011 en raison d'une fracture de stress au dos. Il joue 102 parties, frappant pour ,254 de moyenne avec 14 circuits et 61 points produits. Il réussit 23 doubles et vole 13 buts.

### Saison 2012
Le 18 avril 2012 dans un match contre Atlanta, Wright égale le record de franchise des Mets avec son 733e point produit pour cette équipe, le même nombre obtenu par Darryl Strawberry de 1983 à 1990. Il bat le record à New York le 25 avril contre les Marlins de Miami.
En 156 matchs en 2012, Wright maintient une moyenne au bâton de ,306. Il est le meneur chez les Mets pour les coups sûrs (178), les doubles (41), les points produits (93) et les buts volés (15). Il frappe 21 circuits. À la mi-saison, il honore sa sixième sélection au match des étoiles. Il termine sixième au vote désignant le joueur par excellence de la saison.
Le 30 novembre 2012, David Wright signe une prolongation de contrat de 8 ans pour 138 millions de dollars qui pourrait garder le joueur vedette chez les Mets jusqu'en 2020. Il s'agit du plus onéreux contrat accordé par la franchise.

### Saison 2015
Ennuyé par des douleurs persistantes au bas du dos, David Wright reçoit en mai 2015 un diagnostic de sténose du canal vertébral,.
Jouant en éliminatoires pour la première fois depuis 2006, Wright participe à la Série mondiale 2015, grande finale du baseball majeur perdue par les Mets aux mains des Royals de Kansas City.

## Statistiques
| Saison | Équipe  | G    | AB   | R   | H    | 2B  | 3B | HR  | RBI | SB  | BA    |
| ------ | ------- | ---- | ---- | --- | ---- | --- | -- | --- | --- | --- | ----- |
| 2004   | NY Mets | 69   | 263  | 41  | 77   | 17  | 1  | 14  | 40  | 6   | 0,293 |
| 2005   | NY Mets | 160  | 575  | 99  | 176  | 42  | 1  | 27  | 102 | 17  | 0,306 |
| 2006   | NY Mets | 154  | 582  | 96  | 181  | 40  | 5  | 26  | 116 | 20  | 0,311 |
| 2007   | NY Mets | 160  | 604  | 113 | 196  | 42  | 1  | 30  | 107 | 34  | 0,325 |
| 2008   | NY Mets | 160  | 626  | 115 | 189  | 42  | 2  | 33  | 124 | 15  | 0,302 |
| 2009   | NY Mets | 144  | 535  | 88  | 164  | 39  | 3  | 10  | 72  | 27  | 0,307 |
| 2010   | NY Mets | 157  | 587  | 87  | 166  | 36  | 3  | 29  | 103 | 19  | 0,307 |
| Totaux | Totaux  | 1004 | 3772 | 639 | 1149 | 258 | 16 | 169 | 664 | 138 | 0,309 |

| Saison | Équipe  | G  | AB | R | H | 2B | 3B | HR | RBI | SB | BA    |
| ------ | ------- | -- | -- | - | - | -- | -- | -- | --- | -- | ----- |
| 2006   | NY Mets | 10 | 37 | 3 | 8 | 3  | 0  | 1  | 6   | 0  | 0,216 |
| Totaux | Totaux  | 10 | 37 | 3 | 8 | 3  | 0  | 1  | 6   | 0  | 0,216 |

Note : G = Matches joués ; AB = Passages au bâton; R = Points ; H = Coups sûrs ; 2B = Doubles ; 3B = Triples ; 
HR = Coup de circuit ; RBI = Points produits ; SB = Buts volés ; BA = Moyenne au bâton.